# Atlético San Luis
Atlético San Luis ist ein mexikanischer Fußballverein aus San Luis Potosí, der Hauptstadt des gleichnamigen Bundesstaates.

## Geschichte
Nachdem der in der ersten Liga spielende San Luis FC aufgrund unbefriedigender Ergebnisse in den letzten Jahren nicht mehr über die erforderliche Unterstützung der Sponsoren, der Landesregierung und der Zuschauer verfügte, wurde seine Lizenz am 20. Mai 2013 nach Chiapas verkauft, um dort den Erstligafußball zu erhalten. Denn zuvor war die Lizenz der Jaguares de Chiapas auf den sportlichen Absteiger Gallos Blancos de Querétaro übergegangen, um diesem Verein den Abstieg zu ersparen.
Am 27. Mai 2013 wurde von der Liga bestätigt, dass das Team der Tiburones Rojos Veracruz nach San Luis Potosí transferiert wurde, um der Stadt einen Startplatz in der zweiten Liga zu ermöglichen. Dort wird die Mannschaft in der Apertura 2013 unter der Bezeichnung Atlético San Luis starten.
Unter derselben Bezeichnung spielte in der Saison 1998/99 schon einmal eine Mannschaft in der drittklassigen Segunda División, die von dem in der viertklassigen Tercera División spielenden Verein Santos del San Luis ins Leben gerufen wurde.
Aufgrund der undurchsichtigen Lage ist derzeit nicht zweifelsfrei ermittelbar, ob zwischen dem früheren Atlético und dem jetzt in der zweiten Liga startenden Verein irgendein Zusammenhang besteht oder ob die Gründer des neuen Vereins lediglich dessen früheren Namen übernommen haben. Zumindest aber wurden in der Hoffnung, die Fans des bisherigen San Luis FC für sich gewinnen zu können und deren Identifikation mit dem neuen Verein zu erreichen, zunächst dessen blau-goldene Vereinsfarben übernommen. Zum 1. Juli 2013 wurde das Wappen allerdings geändert und ist nunmehr in den Farben blau und weiß gehalten.

## Aktueller Kader
Stand: 7. März 2025
| Nr. |             | Position | Name                  |
| --- | ----------- | -------- | --------------------- |
| 1   | Mexiko      | TW       | Andrés Sánchez        |
| 23  | Mexiko      | TW       | César López           |
| 32  | Mexiko      | TW       | Diego Urtiaga         |
| 4   | Mexiko      | AB       | Julio César Domínguez |
| 8   | Uruguay     | AB       | Juan Manuel Sanabria  |
| 15  | Mexiko      | AB       | Daniel Guillén        |
| 17  | Mexiko      | AB       | Gabriel Martínez      |
| 18  | Mexiko      | AB       | Aldo Cruz             |
| 30  | Mexiko      | AB       | Oliver Pérez          |
| 31  | Mexiko      | AB       | Eduardo Águila        |
| 3   | Mexiko      | MF       | Iker Moreno           |
| 10  | Argentinien | MF       | Mateo Klimowicz       |
| 13  | Brasilien   | MF       | Rodrigo Dourado       |

| Nr. |                | Position | Name                     |
| --- | -------------- | -------- | ------------------------ |
| 14  | Mexiko         | MF       | Miguel García            |
| 19  | Frankreich     | MF       | Sébastien Salles-Lamonge |
| 21  | Mexiko         | MF       | Óscar Macías             |
| 22  | Brasilien      | MF       | Yan Phillipe             |
| 24  | Mexiko         | MF       | Ronaldo Nájera           |
| 26  | Mexiko         | MF       | Sebastián Pérez Bouquet  |
| 28  | Mexiko         | MF       | Jonantán Villal          |
| 7   | Elfenbeinküste | ST       | Franck Boli              |
| 9   | Brasilien      | ST       | Léo Bonatini             |
| 11  | Brasilien      | ST       | Vitinho                  |
| 16  | Venezuela      | ST       | Jhon Murillo             |
| 27  | Mexiko         | ST       | Benjamín Galdames        |